# Четыркин, Борис Николаевич
Бори́с Никола́евич Четы́ркин (28 мая 1925, Троицк, Челябинская область, РСФСР — 27 ноября 1987, Челябинск, Россия) — советский инженер-механик, кандидат технических наук (1963), профессор (1977), Заслуженный работник сельского хозяйства РСФСР, ректор Челябинского института механизации и электрификации сельского хозяйства (1973—1986).

## Биография
Родился 28 мая 1925 года в городе Троицк, Челябинская область, РСФСР.
Во время Великой Отечественной войны в 1942 году прямо со школьной скамьи был мобилизован в Красную армию. Прошёл учёбу в артиллерийском училище, свой боевой путь на фронте начал в Прикарпатье. Освобождал Польшу и Чехословакию. Награждён Орденами Отечественной войны II степени и медалью «За отвагу».
В 1952 году окончил Челябинский институт механизации и электрификации сельского хозяйства (ныне — Южно-Уральский государственный аграрный университет). После этого был оставлен в институте, где последовательно работал заведующим учебной практикой, ассистентом, аспирантом кафедры сельскохозяйственных машин.
В 1963 году успешно защитил диссертацию на соискание учёной степени кандидата технических наук. В 1965 году стал проректором по научной работе ЧИМЭСХ. В 1973 году назначен ректором Челябинского института механизации и электрификации сельского хозяйства, проработал на этом посту до 1986 года. В 1977 году Борис Четыркин избран профессором.
Написал более 100 научных работ, имеет 23 авторских свидетельства на изобретения. Занимался исследованиями в области качества работы действующих сельскохозяйственных машин. Участвовал в разработке конструкций и технологии совершенствования этих машин. Результаты его научных работ, в частности, при создании комбайнов двухфазного обмолота «Сибиряк».
В 1965 году получил звание «Изобретатель СССР». В 1975 году Четыркин удостоен почётного звания «Заслуженный работник сельского хозяйства РСФСР».
В 1981 и 1987 годах был избран депутатом Челябинского областного Совета народных депутатов. Также был ректором Народного университета сельскохозяйственных машин.
Умер 27 ноября 1987 года в Челябинске.

## Награды и звания
- Орден Отечественной войны II степени
- Медаль «За отвагу»
- Заслуженный работник сельского хозяйства РСФСР

## Семья
- Сын - Юрий Борисович Четыркин, также был ректором Южно-Уральского государственного аграрного университета[2]